# لويس كيد
لويس كيد (بالإنجليزية: Lewis Kidd)‏ (30 يناير 1995 في المملكة المتحدة - ) هو مدرب كرة قدم ولاعب كرة قدم بريطاني في مركز الظهير. لعب مع كوين أوف ساوث ونادي سلتيك.

## وصلات خارجية
- لويس كيد على موقع قاعدة بيانات كرة القدم.إي يو (الإنجليزية)
- لويس كيد على موقع Soccerbase.com (لاعب) (الإنجليزية)
- لويس كيد على موقع Soccerway.com (الإنجليزية)